# 實數線
数学上，实数轴就是实数的集合 R。然而，这一术语通常在 R 被当作某种空间（诸如拓扑空间，向量空间）的时候使用。尽管至少早在古希腊时代，人们就开始研究实数线，但直到1872年，它才被严格地定义。而自始至终，它一直是在数学的许多分支中扮演重要角色的实例。

## 定义
实数线具有一个标准拓扑，它可以通过两种等价的方法引入。
- 第一，实数满足全序关系，它们具有序拓扑。
- 第二，实数能够通过绝对值 {\displaystyle d(x,y):=|y-x|} 的度量转换到度量空间。这一度量给出 R 上等价于序拓扑的拓扑。

## 应用
- 作为拓扑空间，实数线是个 1 维的拓扑流形。

它既是可缩空间、局部紧致空间，也是仿紧致空间、第二可数空间。
它还具有标准可微结构，使它成为可微流形。
（由于可微同构，该拓扑空间只支持一个可微结构。）
事实上，R 是历史上研究这些数学结构的第一个实例，它启示了现代数学这些分支。
（实际上，上述这些术语中的其中一些在没有 R 的情况下甚至不能被定义。）
- 作为向量空间，实数线是实数域 R（即其自身）上的 1 维向量空间

它具有标准内积，使它成为欧几里得空间。
（这个内积就是普通的实数的乘法。）
作为向量空间，它并不引起注意。实际上是 2 维欧几里得空间首先被作为向量空间进行研究的。
然而，仍然可以说，由于向量空间首先是在 R 上进行研究的，它启示了线性代数。
- R 也是环，甚至是域的主要实例。

实数完备域实际上是第一个被研究的域，所以它也启示了抽象代数。
然而，在纯代数文献中，R 几乎不被称为“线”。
更多信息，请参见实数。